# Cratere von Schuurman
von Schuurman  è un cratere sulla superficie di Venere. Deve il proprio nome ad Anna Maria van Schurman filosofa, poetessa e scienziata olandese del XVII secolo.